# Golok
Das Golok-Schwert (auch Golang,Gollok, Golong, Goloq) ist eine traditionelle Waffe und Werkzeug aus Malaysia. Es wurde von den Malayischen Stämmen entwickelt und als Buschmesser und Kriegswaffe verwendet. Es wird heute noch aus Tradition getragen und in der Kampfsportart Silat benutzt.

## Geschichte
Das Golok hat eine schwere, am Rücken gerade oder gebogene und an der Schneidenseite eine bauchige oder leicht gebogene Klinge. Die Golok werden durch ihre Klingenform in zwei Klassen eingeteilt:
- 1.) mit einem leicht gebogenen oder einem leicht konkaven Klingenrücken (wahrscheinlich die originale Klingenform). Die Klinge ist leicht konvex gebogen und ihr Schwerpunkt liegt zwischen der Klingenmitte und dem Ort. Dadurch sind starke Hiebe möglich. Die Klingenseiten sind glatt gearbeitet.

- 2.) mit einem leicht gebogenen oder einem leicht konkaven Klingenrücken sowie einer leicht oder stark konvexen Schneide. Die Schneide und der Klingenrücken laufen zu einer Spitze zusammen. Der Rücken ist in der Nähe des Ortes zu einer scharfen Rückenklinge ausgearbeitet. Diese Version kann als Stichwaffe ebenso benutzt werden als auch als Machete. Die Klingen sind bis nahe an das Heft geschärft. Manche Versionen sind mit einem Hohlschliff ausgestattet. Auf einer Seite der Klingen sind oft Herstellungsjahr und Ort angegeben.

Ebenso werden die Hefte eingeteilt:
- Hefte des 1.) Klingentyps: Haben einen Knauf der an allen Seiten glatt gearbeitet ist. Besonders prunkvolle Versionen sind in der Form eines Vogelkopfes oder einer „Wayang“- Figur gearbeitet.

- Hefte des 2.) Klingentyps: Sind immer in der Form eines stilisierten Vogelkopfes geschnitzt. Die Hefte sind aus Holz oder Horn.

Der Heft (Griff) besteht meist aus Holz oder Horn und ist nach traditioneller Art geschnitzt. Der Griff besteht aus einem Stück und hat keinen Knauf. Er wird aus einer Vielfalt an Materialien gefertigt. Die Form und das Aussehen der Goloks variiert von Ort zu Ort sehr stark. Es gibt eine europäisierte Version die mit einem Messingparier und einer unterschiedlichen Scheide. Das Parier hat die Form einer Muschelschale und ist, wenn das Golok in der Scheide steckt, von außen sichtbar. Die Scheiden sind aus Holz, Leder oder Horn hergestellt. Sie werden von Metallstreifen oder abgeflachten Rattanschnüren zusammengehalten. In manchen Fällen werden die Scheidenhälften mit Draht verbunden. Diese Scheiden stammen aus europäischer Produktion und wurden nach Sumatra importiert. Andere werden mit Einlegearbeiten aus Knochen gefertigt. Der Scheidenmund ist unterschiedlich. Bei manchen Versionen ist er so gestaltet, dass er einen Gürtel aufnehmen kann. Er wird im gesamten indonesischen Archipel hergestellt und benutzt. Die Klingenlänge des Golok beträgt etwa zwischen 25 cm und 40 cm.